# Ljubica
Ljubica je žensko osebno ime.

## Izvor imena
Ime Ljubica je izpeljano iz imena Ljuba.

## Pogostost imena
Po podatkih Statističnega urada Republike Slovenije je bilo na dan 31. decembra 2007 v Sloveniji število ženskih oseb z imenom Ljubica: 1.869. Med vsemi ženskimi imeni pa je ime Ljubica po pogostosti uporabe uvrščeno na 135. mesto.

## Osebni praznik
V koledarju je ime  Ljubica skupaj z imenom Ljuba; god praznuje 28. septembra.